# Kepler-438
Kepler-438 är en röd dvärg stjärna i stjärnbilden Lyran. Den ligger ungefär 640 ljusår ifrån jorden. Runt den kretsar planeten Kepler-438b.

### Fotnoter
1. ↑  Martin Mederyd Hårdh (26 juli 2015). ”Här är planeterna som är mest lika Jorden”. Svenska dagbladet. http://www.svd.se/har-ar-planeterna-som-ar-mest-lika-jorden. Läst 16 augusti 2015.